# Iscrizione runica Fv1986 84
Questa pietra runica, catalogata nel Rundata come iscrizione runica U Fv1986;84, fu scoperta nel 1984 nell'isola di Lidingö nell'Uppland, in Svezia. La pietra è risalente all'epoca vichinga. L'iscrizione narra del maestro runico Åsmund che scolpì queste rune in memoria di suo nonno. È stata scolpita nello stile Pr3 - Pr4.
L'iscrizione è inusuale perché ricorda il nonno. In tutta la Scandinavia, solo nove pietre runiche menzionano un nonno e le altre otto sono tutte nell'area circostante al lago Mälaren.

## Traslitterazione
La traslitterazione dell'iscrizione è:
asmu-tr ... ris-- * runaR * eftiR × stein * faþurs*faþur * sin * auk * faþur * siba * ok × geiRbiarnaR × aok ... ulfs * eaR * merki * mikit * at * man * koþan ×